# Fiat SPA AS 37
Az Autocarro Sahariano 37 vagy rövidítve AS 37 egy olasz gyártmányú könnyű katonai teherautó volt, melyet a második világháború alatt használtak. Az AS 37 teherautó fejlesztését 1937-ben kezdték, alapjául a TL 37 tüzérségi vontató szolgált, elsősorban az észak-afrikai sivatagi körülményekhez tervezték. Az AS 37 nagy előrelépésnek számított a TL 37-hez képest, mivel hatótávolsága elérte a közel 900 kilométert. Ennek eléréséhez további víztartályok kerültek a járműbe. A teherautó 8 főnyi katonát és felszerelésüket szállíthatta.

## Áttekintés
A hadsereg vezetése nem tekintette sürgető problémának a sivatagi járművek hiányát, így a Fiat, Italo Balbo marsall, Líbia kormányzója támogatásával saját kezdeményezésére kifejlesztette az AS 37 teherautót. Az első 200 darab járművet 1938-ban küldték Líbiába, majd a Commando LED és a Autogruppo della Tripolitania kötelékében rendszeresítették. Balbo marsall a Sahariane század gépesítésére kívánta felhasználni az új teherautókat, mivel a századnak akkoriban mindössze csak 22 darab járműve volt. 1942 márciusában 584 darab AS 37 szolgált Afrikában, majd 1943. április 30-ra ez a szám már elérte a 802 darabot.
Az AS 37 teherautók személyzete igencsak kedvelte a típust, összkerék-meghajtása és a nagy átmérőjű kerekeinek köszönhetően nem akadtak el könnyen a sivatagi homokban. Az AS 37 egyetlen komolyabb hátránya magas sziluettjéből ered, mivel emiatt könnyen észre lehetett venni.

## Fordítás
- Ez a szócikk részben vagy egészben  a   SPA AS.37 című angol Wikipédia-szócikk ezen változatának fordításán alapul.  Az eredeti cikk szerkesztőit annak laptörténete sorolja fel. Ez a jelzés csupán a megfogalmazás eredetét és a szerzői jogokat jelzi, nem szolgál a cikkben szereplő információk forrásmegjelöléseként.